# デイヴィッド・トマス・ケネディ
デイヴィッド・トマス・ケネディ（英語：David Thomas Kennedy、1934年4月7日 - 2014年9月4日）は、アメリカ合衆国の政治家。マイアミ市長を務め、市長時代はマイアミを環境に優しい都市に変えようとしていた。

## 来歴
1934年4月7日にメリーランド州ボルチモアで誕生した。フロリダ州立大学で学士号及び修士号を取得した。1958年にマイアミ大学法科大学院を修了し、1961年にマイアミ市委員に選出された。1970年11月から1973年4月・1973年8月から1973年11月までマイアミ市長を務めた。

## 家族
マリエ・チチレッリ・ペティと結婚した。後に別れ、1978年から1987年まで元マイアミ市委員のロザリオ・ケネディと婚姻した。1989年から1990年までバレリーナのミリアム・スアレスと婚姻した。

## 栄誉
マイアミ市のココナッツ・グローブ地区にあるデイヴィッド・T・ケネディ公園（David T. Kennedy Park）は彼にちなんで命名された。臨海の公園であり、ドッグラン施設や小型船舶用の係船設備がある。

## 註
1. ↑  Marie Cicirelli Petit, born 28 December 1934.
2. ↑  Miriam M. Suarez, born 6 August 1958.

## 先代・次代
| 公職                                         | 公職                                                                      | 公職                  |
| -------------------------------------------- | ------------------------------------------------------------------------- | --------------------- |
| 先代 スティーヴン・クラーク モーリス・フェレ | マイアミ市長 1970年11月25日 - 1973年4月11日 1973年8月17日 - 1973年11月8日 | 次代 モーリス・フェレ |